# 이정린
이정린(李廷麟, 1937년 ~ , 경기도 김포시)은 대한민국의 육군 군인, 관료이다. 서울고등학교를 졸업하였으며, 육군사관학교 17기이다. 사단장, 육군3사관학교 교장을 역임하였으며, 1991년 소장으로 예편한 후 제28대 국방부 차관(임기:1994년 12월 26일 ~ 1998년 3월 9일)을 지냈다.